# 9099 Kenjitanabe
9099 Kenjitanabe eller 1996 VN3 är en asteroid i huvudbältet som upptäcktes den 6 november 1996 av den japanska astronomen Takao Kobayashi vid Ōizumi-observatoriet. Den är uppkallad efter Kenji Tanabe.
Asteroiden har en diameter på ungefär 10 kilometer och den tillhör asteroidgruppen Ashkova.